# 東戶塚站
東戶塚站（日语：／ Higashi-totsuka eki */?）是一個位於神奈川縣橫濱市戶塚區品濃町，屬於東日本旅客鐵道（JR東日本）的鐵路車站。橫須賀線「SM分離」時與新川崎站一同開業。
雖然名为「東戶塚」，但實際上是在戶塚站東北方。

## 停靠路線
停靠此站的路線在軌道名稱上是東海道本線（詳情參見路線條目與「鐵道路線的名稱」），此站的旅客月台只設於橫須賀線專用軌道上，停靠的有橫須賀線列車與湘南新宿線的東北本線（宇都宮線） - 橫須賀線直通列車，但旅客導覽上不以「東海道（本）線」顯示。湘南新宿線的東海道線 - 高崎線系統全部列車以快速運行通過此站。
- 橫須賀線：東海道本線（經品鶴線），下行列車從大船站起行駛於線路名稱上的橫須賀線。上行列車多數經東京站直通總武快速線。 - 車站編號「JO 11」
- 湘南新宿線：東海道本線（經品鶴線），至西大井站為止與橫須賀線使用同一線路，經新宿站直通宇都宮線。 - 車站編號「JS 11」

除此以外，此站也是東海道本線的本線與途經横濱羽澤站的東海道本線支線的分岔站。此支線連通此站以西與旅客線並行至小田原站為止的貨物列車專用線，合併稱為東海道貨物線。但是此站貨物線上未設月台，全部列車通過。
另外，JR的特定都區市內制度下此站屬於「橫濱市內」。

## 歷史
本站是在當地居民歷經一世紀的請願運動所設立的請願站。大正時期曾計畫設立「武藏站」，但因關東大地震而擱置。戰後，在超過十萬名居民連署之下完成設站。1990年代後半開始進行站前再開發，陸續開設百貨店與購物商場等商業設施，車站周邊在1990年代至2000年代建設了五棟高層公寓，在橫濱市內僅次於橫濱港未來21地區。現在隨著公寓的不斷興建，住宅區持續發展。

### 年表
- 1887年（明治20年）7月11日 - 東海道本線橫濱 - 國府津通車，戶塚站開業[6]。
- 1923年（大正12年）- 原先預定在現在的東戶塚站一帶設置「武藏站」，但因同年9月1日的關東大地震而擱置[6]。
- 1939年（昭和14年）- 居民發起新站設置運動[6]。戰後恢復請願運動[6]。
- 1965年（昭和40年）- 地方居民成立「東戶塚戰（暫稱）設置促進委員會」[6]。開始推動新站設置連署。完成1萬5千人連署後提交給橫濱市長、市議會議長[6]。
- 1967年（昭和42年）7月 - 國鐵總裁接受陳情[6]。
- 1969年（昭和44年）11月 - 時任橫濱市長飛鳥田一雄回應新站設置相關問題[6]。
- 1970年（昭和45年）8月 - 國鐵本社接受陳情[6]。
- 1972年（昭和47年）
  - 8月 - 召開居民大會，連署達10萬5千人[6]。
  - 9月 - 時任神奈川縣知事津田文吾要求日本國鐵總裁設立新站 [6]。
- 1973年（昭和48年）- 成立車站設置促進期成同盟，開始與橫濱市府討論新站設置相關議題[6]。
- 1974年（昭和49年）- 建設大臣同意國鐵開始收購橫濱新貨物線土地[6]。

地方居民為了能加速新站設立，持續向國鐵與自治體（橫濱市、神奈川縣與縣議會議長、神奈川縣收用委員會）陳情。
- 1977年（昭和52年）- 期成同盟與橫濱市都市計畫局簽訂新站設置備忘錄[6]。

橫濱市長、新一開發興業社長福原誠二郎、期成同盟會長三人簽定新站設立協議。費用與用地由地方負擔。
- 1979年（昭和54年）2月 - 新站設置工程動工儀式[6]。
- 1980年（昭和55年）
  - 9月30日 - 東戶塚站開業紀念典禮[6]。
  - 10月1日 - 東戶塚站開業[6]。東海道本線、橫須賀線電車分離運轉（SM分離）開始[3]。本站僅經營客運業務。

同日、橫須賀線新川崎站開業[3]。
- 1987年（昭和62年）4月1日 - 國鐵分割民營化，本站為東日本旅客鐵道（JR東日本）車站。鶴見站至橫濱羽澤站的支線終點從戶塚站改為東戶塚站。
- 1998年（平成10年）3月 - 站前再開發，西口東戶塚西口廣場（日语：東戸塚西口プラザ）開業。
- 1999年（平成11年）10月7日 - 東口AURORA CITY（日语：オーロラシティ）開業。
- 2001年（平成13年）11月18日 - IC卡「Suica」啟用。
- 2019年（令和元年）7月1日 - 業務委託化[2]。

## 車站構造
本站是由戶塚站管理，並將站務委託給JR東日本車站服務的業務委託站。是一個地面車站，站房為跨站式站房。月台採島式月台1面2線設計。電扶梯為上下雙向配置，但下午五點半以后会变为全部向上方运行，因此從付費區前往月台只能利用樓梯或電梯。
月台東側有東海道線，西側有東海道貨物線通過，但都未設月台。

### 月台配置
| 月台 | 路線                  | 方向 | 目的地                         |
| ---- | --------------------- | ---- | ------------------------------ |
| 1    | 橫須賀·總武線（快速） | 上行 | 橫濱、品川、東京、千葉方向     |
| 1    | 湘南新宿線            | 北行 | 澀谷、新宿、大宮方向           |
| 2    | 橫須賀線              | 下行 | 大船、鎌倉、橫須賀、久里濱方向 |

（來源：JR東日本:車站構內圖 （页面存档备份，存于））

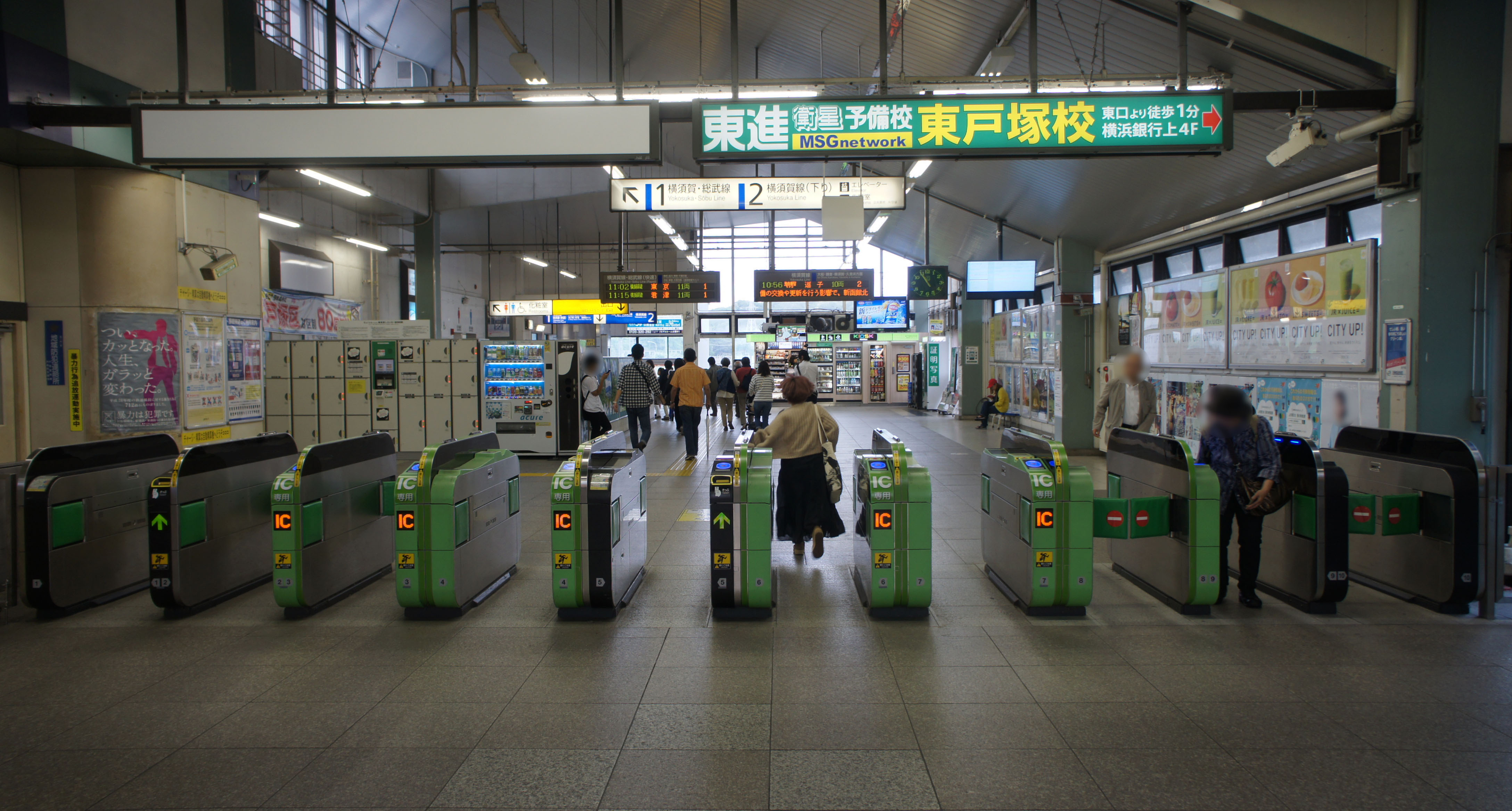
閘口（2019年6月）
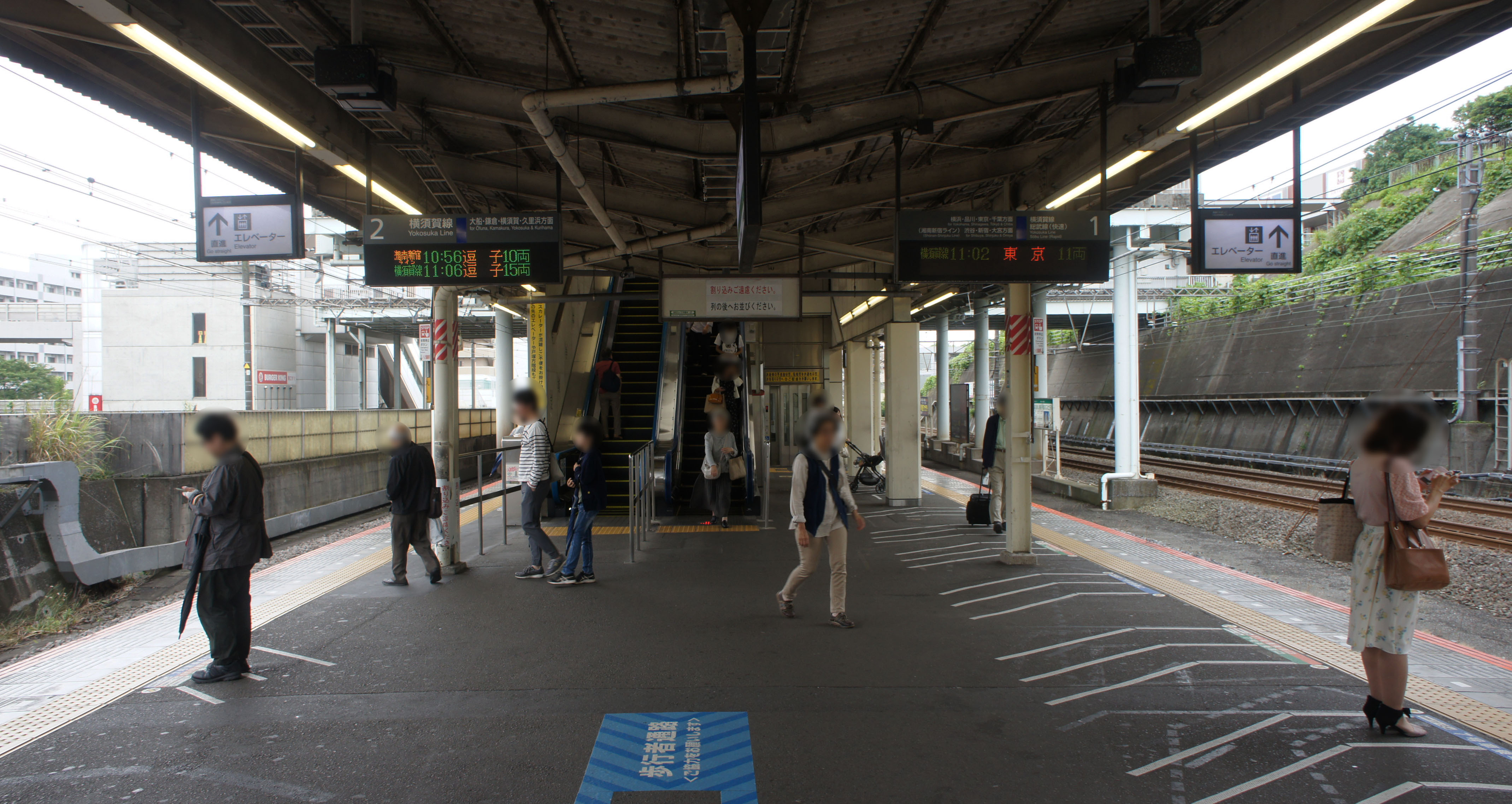
月台（2019年6月）
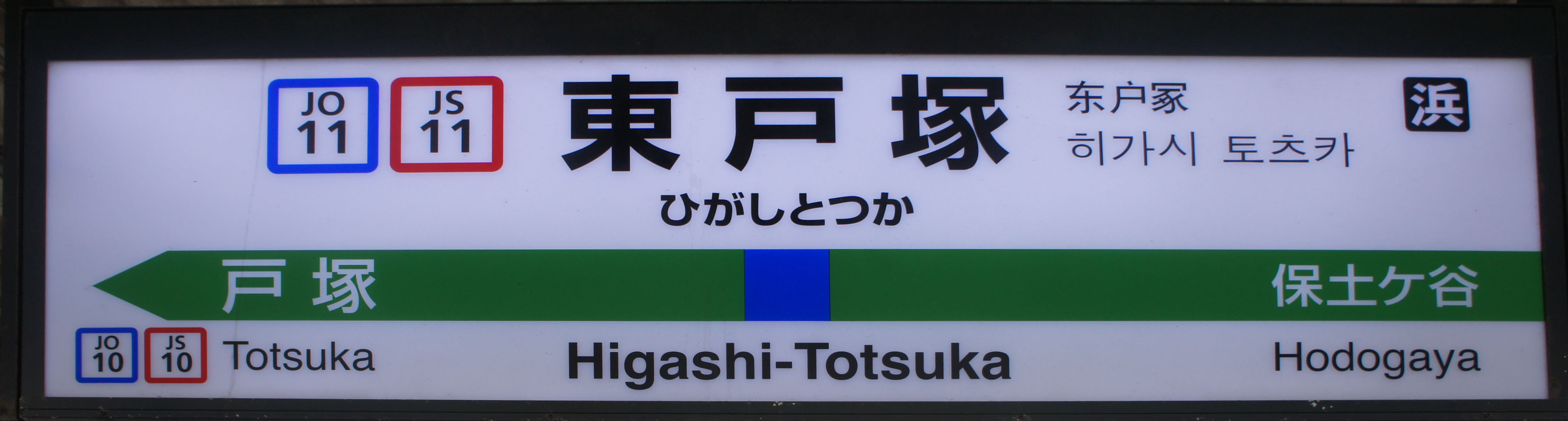
月台上的站名牌。使用新字體的。（旧字体写作“塚”，站内标牌仍有使用。）（2019年6月）

## 使用情況
2019年（令和元年）度的1日平均上車人次為58,888人。
JR東日本全體次於南浦和站排行第81位。橫須賀線內無法轉乘的車站當中有最多使用者，在此10年間急增。特別是繁忙時段尤其擠迫。
近年的1日平均上車人次推移如下表。
| 年度               | 1日平均 上車人次 | 來源       |
| ------------------ | ---------------- | ---------- |
| 1991年（平成03年） | 38,541           |            |
| 1992年（平成04年） | 40,644           |            |
| 1993年（平成05年） | 42,414           |            |
| 1994年（平成06年） | 43,354           |            |
| 1995年（平成07年） | 44,175           | [ 統計 2 ] |
| 1996年（平成08年） | 45,330           |            |
| 1997年（平成09年） | 45,269           |            |
| 1998年（平成10年） | 45,756           | [ * 1 ]    |
| 1999年（平成11年） | 48,063           | [ * 2 ]    |
| 2000年（平成12年） | 49,094           | [ * 2 ]    |
| 2001年（平成13年） | 50,197           | [ * 3 ]    |
| 2002年（平成14年） | 51,298           | [ * 4 ]    |
| 2003年（平成15年） | 52,179           | [ * 5 ]    |
| 2004年（平成16年） | 53,122           | [ * 6 ]    |
| 2005年（平成17年） | 54,213           | [ * 7 ]    |
| 2006年（平成18年） | 55,906           | [ * 8 ]    |
| 2007年（平成19年） | 57,047           | [ * 9 ]    |
| 2008年（平成20年） | 57,523           | [ * 10 ]   |
| 2009年（平成21年） | 57,818           | [ * 11 ]   |
| 2010年（平成22年） | 57,754           | [ * 12 ]   |
| 2011年（平成23年） | 57,520           | [ * 13 ]   |
| 2012年（平成24年） | 57,808           | [ * 14 ]   |
| 2013年（平成25年） | 58,487           | [ * 15 ]   |
| 2014年（平成26年） | 57,613           | [ * 16 ]   |
| 2015年（平成27年） | 58,172           | [ * 17 ]   |
| 2016年（平成28年） | 58,400           | [ * 18 ]   |
| 2017年（平成29年） | 58,780           | [ * 19 ]   |
| 2018年（平成30年） | 59,329           |            |
| 2019年（令和元年） | 58,888           |            |

## 車站周邊
車站東口周邊屬品濃町，西口周邊屬川上町。

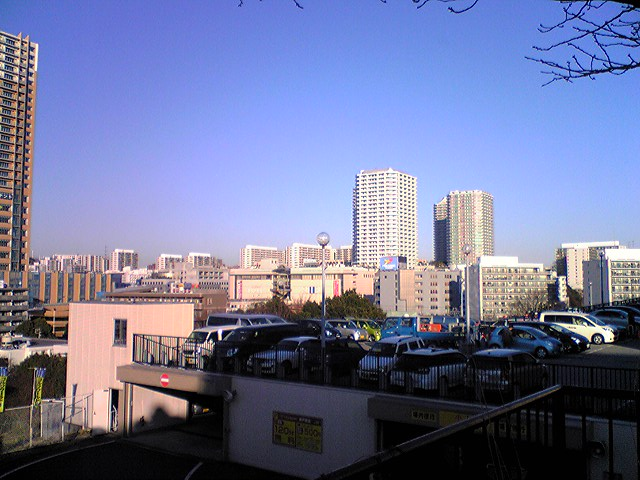
東戶塚遠景（2009年1月）

近年站前再開發後，商業設施與住宅區大幅發展。東口的行人天橋連通了站房三樓與西武百貨電進駐的再開發大樓AURORA CITY及多棟高層公寓。
西口的站前再開發完成了東急store進駐的Morera東戶塚。近年也陸續完成了多間商業設施與公寓。
離站稍遠處保留了農地、果園、草原與小山丘等未開發的田園風景。

### 商業設施

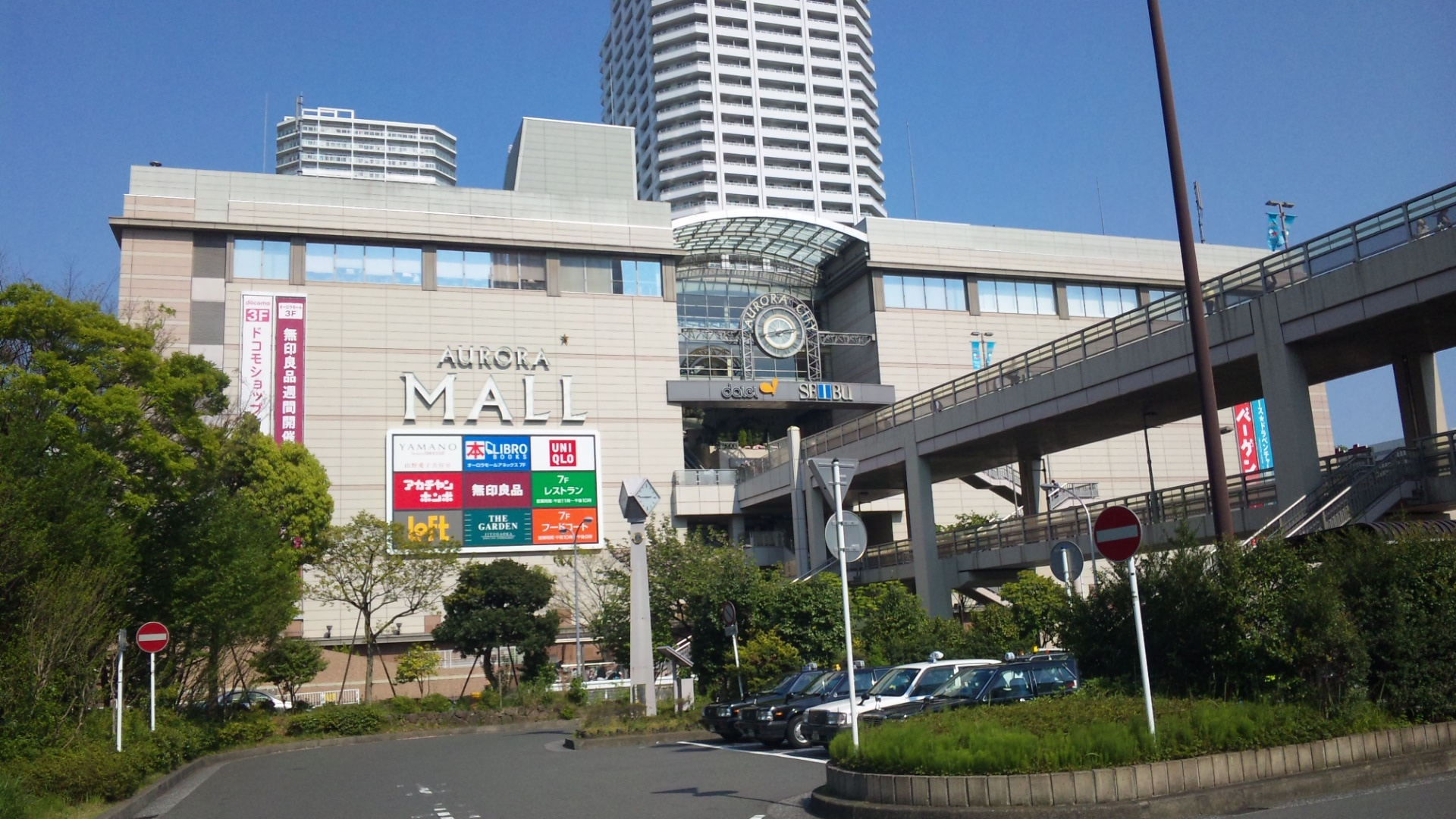
AURORA CITY（日语：オーロラシティ）（西武東次塚店、AURORA MALL、AURORA MALL Annex、AEON STYLE東戶塚） - 西武館及AURORA MALL四樓有行人天橋直通東戶塚站東口。
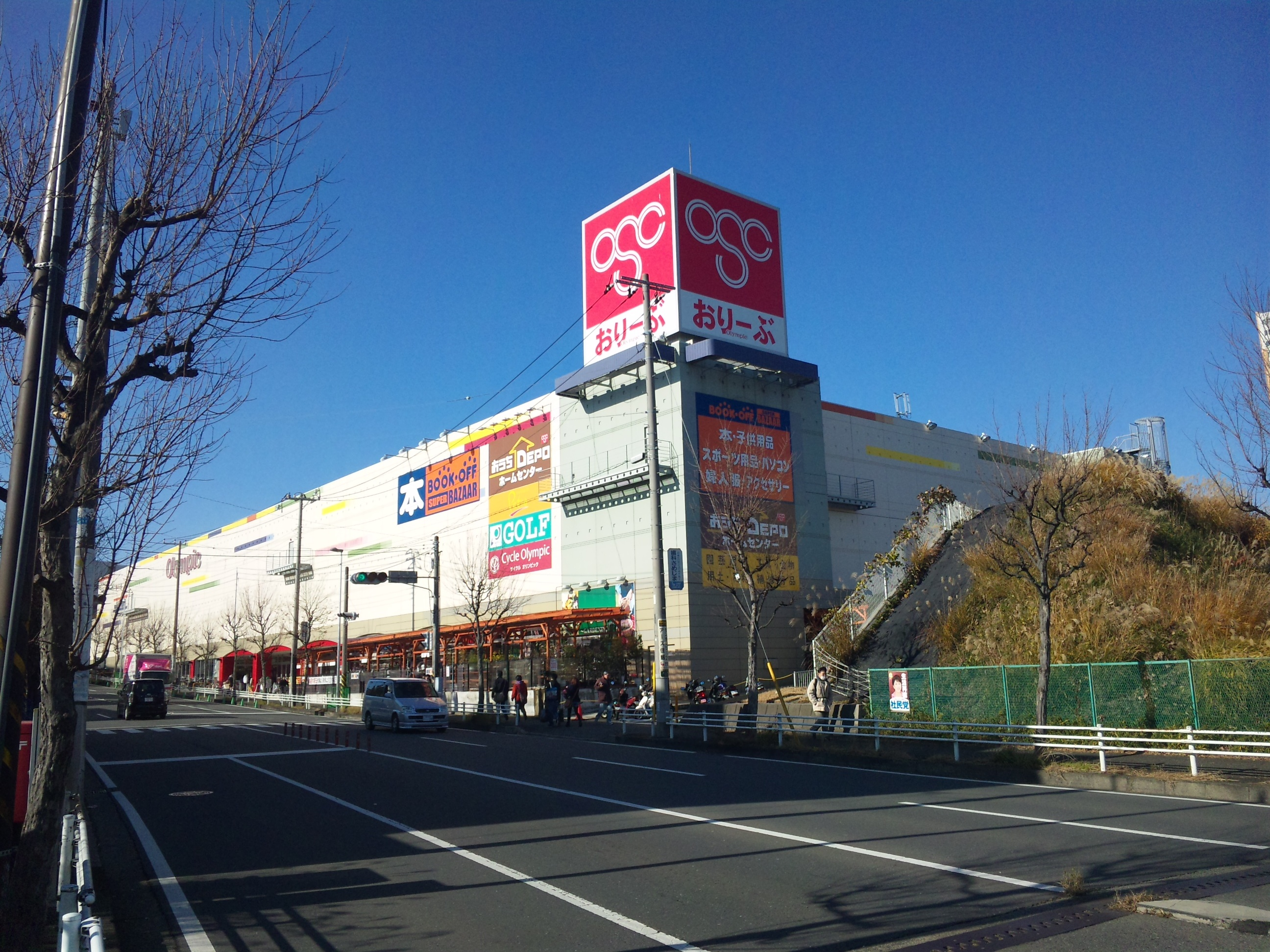
Olympic Olive東戶塚店

#### 東口
- AURORA CITY（日语：オーロラシティ）
  - 西武東戶塚店
  - AURORA MALL
  - AURORA MALL Annex
  - AEON STYLE東戶塚
- KONAKA（日语：コナカ）

#### 西口
- Morera東戶塚
  - 東急store（日语：東急ストア）
  - Hac Drug（日语：ウエルシア薬局）
- 東戶塚西口廣場（日语：東戸塚西口プラザ）
  - 大創百貨
  - 野島電器（日语：ノジマ）
  - 生活協同組合COOP神奈川（日语：生活協同組合コープかながわ）
  - 西松屋（日语：西松屋）
  - 思夢樂（日语：しまむら）
- Olympic Olive東戶塚店（日语：Olympicグループ）
  - BOOKOFF SUPER PLAZA（日语：ブックオフコーポレーション）

### 金融機關
- 三井住友銀行東戶塚支店
- 三菱UFJ銀行東戶塚支店
- 橫濱銀行東戶塚支店
- 瑞穗銀行東戶塚支店
- 橫濱信用金庫（日语：横浜信用金庫）東戶塚支店

### 運動設施
- 戶塚鄉村俱樂部
- 橫濱鄉村俱樂部（日语：横浜カントリークラブ）
- 橫濱FC LEOC訓練中心（日语：横浜FC LEOCトレーニングセンター）（橫濱FC練習場）

### 學校
- 橫濱市立川上北小學校
- 橫濱市立川上小學校
- 橫濱市立品濃小學校
- 橫濱市立東品濃小學校
- 橫濱市立平戶小學校
- 橫濱市立名瀨中學校（日语：横浜市立名瀬中学校）
- 橫濱市立平戶中學校
- 岩崎學園（日语：岩崎学園）
  - 橫濱復健專門學校（日语：横浜リハビリテーション専門学校）
  - 橫濱保育福祉專門（日语：横浜保育福祉専門学校）

### 古蹟、神社佛閣

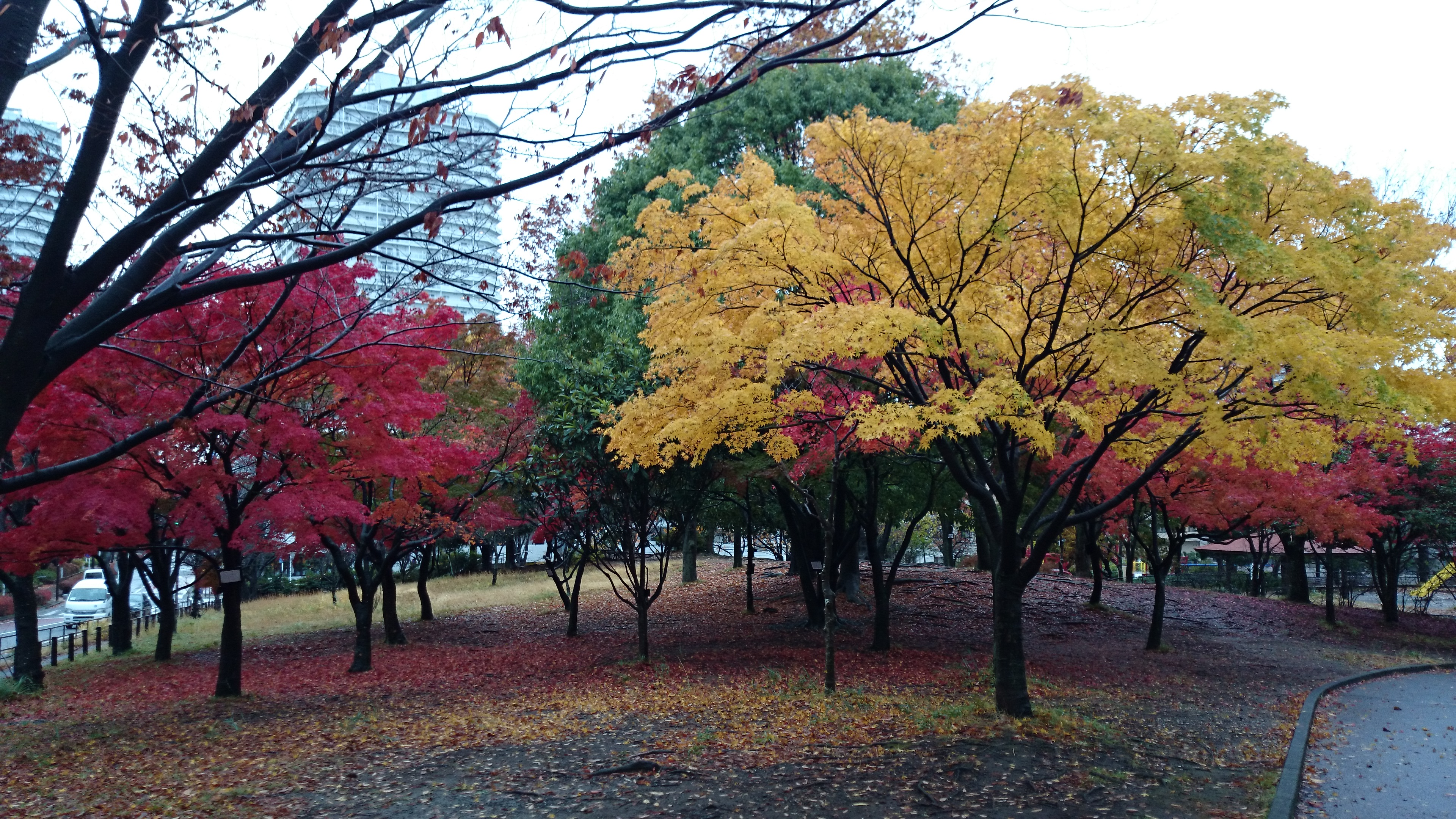
品濃中央公園
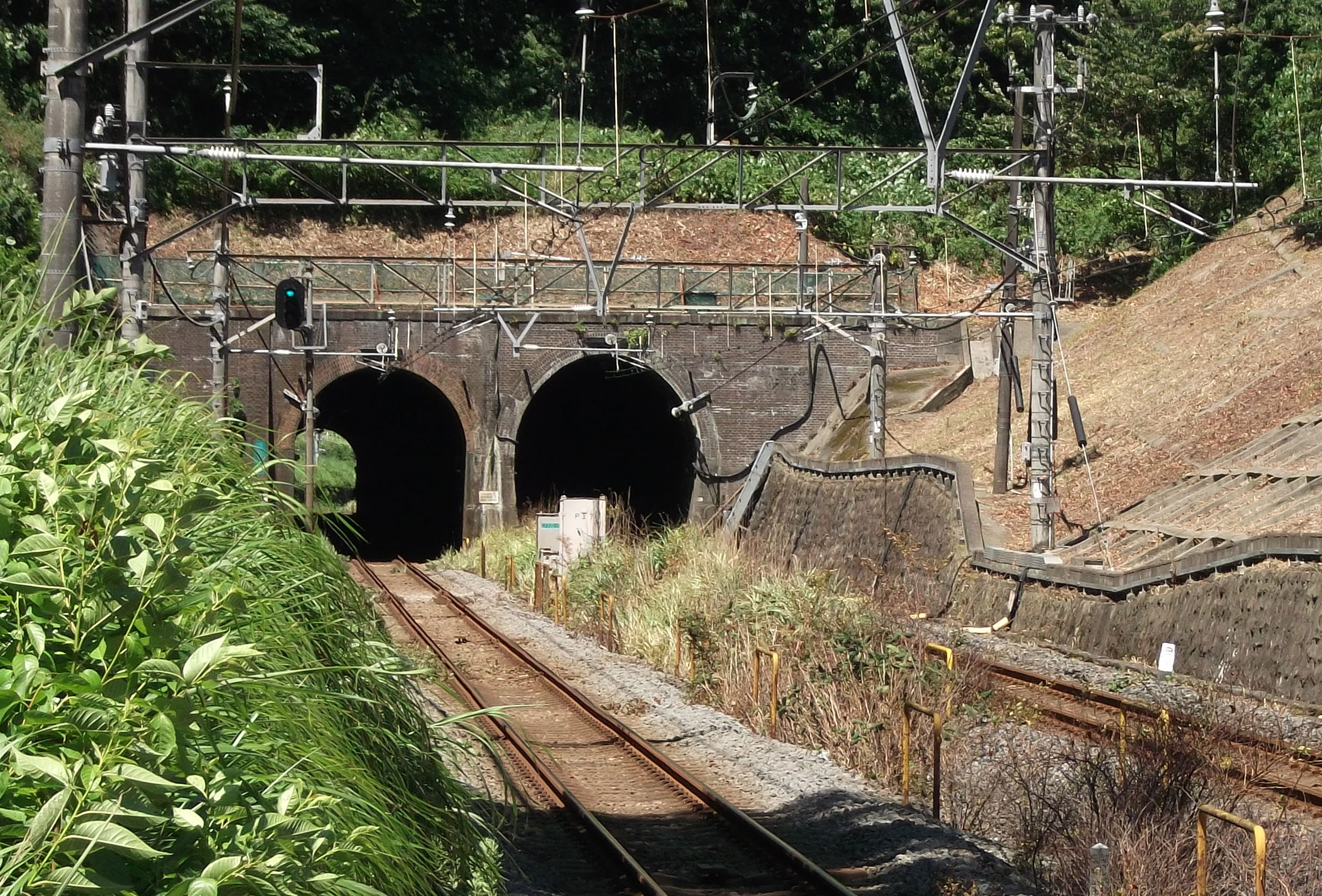
清水谷戶隧道
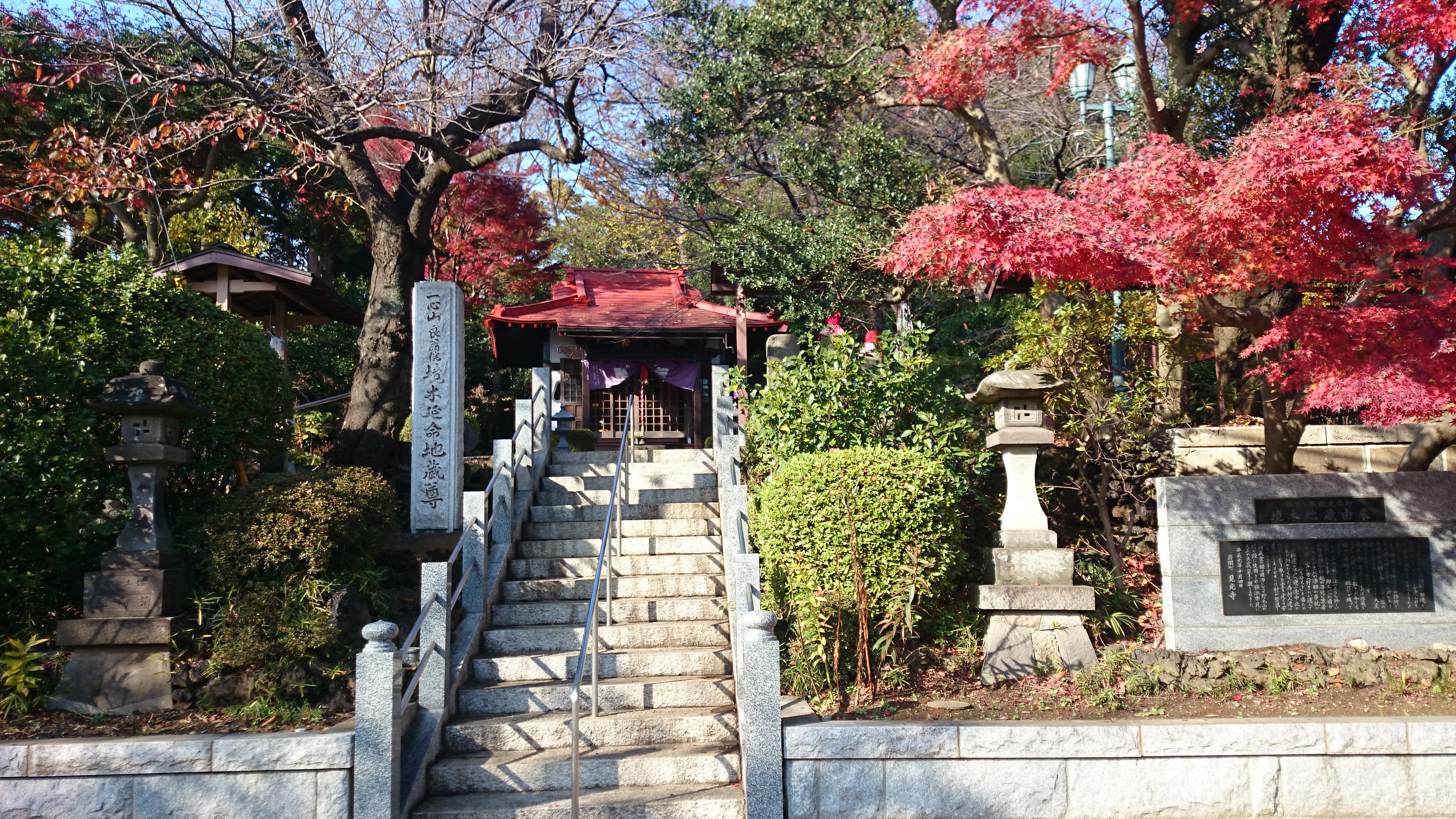
境木地藏
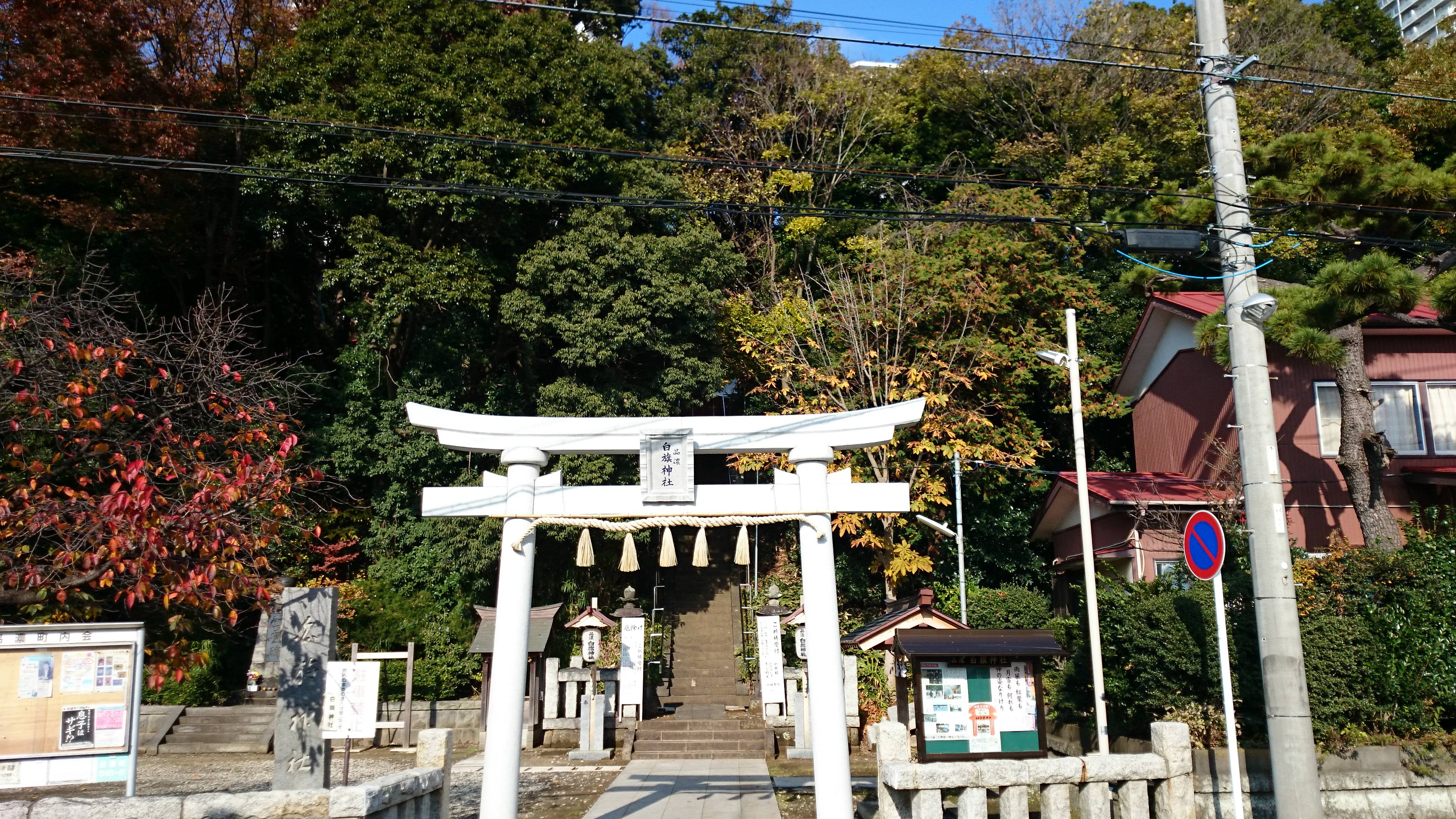
品濃白旗神社

- 舊東海道
  - 品濃一里塚
  - 境木地藏（日语：境木地蔵）
  - 舊權太坂（日语：権太坂）
- 白旗神社（日语：白旗神社）（[品濃白旗神社、平戶白旗神社）
- 北天院
- 清水谷戶隧道（日语：清水谷戸トンネル）（日本現役最古老的鐵路隧道）

### 行政
- 橫濱市東戶塚站行政服務櫃台
- 橫濱西年金事務所

### 企業
- KONAKA（日语：コナカ）本社
- KI控股（日语：KIホールディングス）本社
- FM戶塚（日语：エフエム戸塚）
- GRAPHTEC（日语：グラフテック）本社
- 有隣堂營業本部（實際上的本社）
- 日本交通橫濱（日语：日本交通横浜）本社營業所
- 第一生命東戶塚教育中心新館（日语：第一生命東戸塚教育センター新館）

### 其他
- 品濃中央公園
- 神奈川縣營川上團地
- 環狀2號線（日语：環状2号線 (横浜市)）
- 橫濱新道（日语：横浜新道）川上交流道（日语：川上インターチェンジ）、今井交流道（日语：今井インターチェンジ (神奈川県)）
- 東戶塚紀念醫院

## 巴士路線

### 站前、東口
以下路線由神奈川中央交通、京濱急行巴士、橫濱市營巴士運行。
1號乘車處（橫濱市營巴士）
- <210> 往境木中學校前（日语：横浜市立境木中学校）、往東戶塚站前【循環】
- <214> 往東戶塚站前【循環】
- <260> 往平和台折返場
- <374> 往町內會館入口、往平戶幼稚園 ※深夜巴士

2號乘車處
- 神奈川中央交通
  - <東10> 往綠園都市站
  - <東23> 往彌生台站
- 神奈川中央交通、京濱急行巴士
  - <利木津> 往羽田機場 ※僅能乘車

3號乘車處（神奈川中央交通）
- <戸33> 往戶塚站東口
- <東02> 往舞岡（日语：神奈川中央交通舞岡営業所）
- <東04> 往川上團地

4號乘車處（神奈川中央交通）
- <横17> 往橫濱站西口
- <東01> 往井土谷下町
- <東03> 往平戶團地行
- <東06> 往縣廳入口 ※僅平日早晨
- <東08> 往橫濱公園城
- <東21> 往水道道 ※僅平日、週六早晨行
- <205> 往保土谷站東口 ※僅平日、週六早晨行

5號乘車處（神奈川中央交通）
- <東12> 往京急新城（日语：京急ニュータウン）
- <上202>、<203> 往上大岡站
- <206> 往東戶塚站東口 ※僅平日白天

6號乘車處（神奈川中央交通）
- <東50> 往上永谷站
- <東55> 往東戶塚站東口

### 西口
以下路線由神奈川中央交通、相鐵巴士運行。
1號乘車處
- 神奈川中央交通
  - <東16> 往公園前商店街入口、往東戶塚站西口 ※往公園前商店街入口僅平日夜間1班
- 相鐵巴士
  - <濱17> 往東戶塚站西口
  - <濱18> 星川匝道（日语：星川インターチェンジ） ※僅夜間

2號乘車處（相鐵巴士）
- <旭6> 往市澤小學校、往左近山第一、往左近山第五、往二俣川站南口

## 未來計畫
本站是橫濱環狀鐵道構想的停車站之一。

## 相鄰車站
東日本旅客鐵道（JR東日本）
 橫須賀線
保土谷（JO 12）－東戶塚（JO 11）－戶塚（JO 10）
 湘南新宿線
■特別快速、■快速（所有列車直通高崎線）
通過
■普通（直通宇都宮線，部分宇都宮線內快速）
保土谷（JS 12）－東戶塚（JS 11）－戶塚（JS 10）
東海道貨物線
橫濱羽澤－（東戶塚）－大船
※紀錄上本站為貨物支線的終點站

### 使用情況
JR東日本1日平均使用人數
1. ↑  各駅の乗車人員 （页面存档备份，存于） - JR東日本

JR東日本的統計資料
1. ↑  横浜市統計書 （页面存档备份，存于） - 横浜市
2. ↑  線区別駅別乗車人員（1日平均）の推移 （页面存档备份，存于） - 17ページ

JR東日本1999年度以後的上車人次
1. ↑  各駅の乗車人員（1999年度） （页面存档备份，存于） - JR東日本
2. ↑  各駅の乗車人員（2000年度） （页面存档备份，存于） - JR東日本
3. ↑  各駅の乗車人員（2001年度） （页面存档备份，存于） - JR東日本
4. ↑  各駅の乗車人員（2002年度） （页面存档备份，存于） - JR東日本
5. ↑  各駅の乗車人員（2003年度） （页面存档备份，存于） - JR東日本
6. ↑  各駅の乗車人員（2004年度） （页面存档备份，存于） - JR東日本
7. ↑  各駅の乗車人員（2005年度） （页面存档备份，存于） - JR東日本
8. ↑  各駅の乗車人員（2006年度） （页面存档备份，存于） - JR東日本
9. ↑  各駅の乗車人員（2007年度） （页面存档备份，存于） - JR東日本
10. ↑  各駅の乗車人員（2008年度） （页面存档备份，存于） - JR東日本
11. ↑  各駅の乗車人員（2009年度） （页面存档备份，存于） - JR東日本
12. ↑  各駅の乗車人員（2010年度） （页面存档备份，存于） - JR東日本
13. ↑  各駅の乗車人員（2011年度） （页面存档备份，存于） - JR東日本
14. ↑  各駅の乗車人員（2012年度） （页面存档备份，存于） - JR東日本
15. ↑  各駅の乗車人員（2013年度） （页面存档备份，存于） - JR東日本
16. ↑  各駅の乗車人員（2014年度） （页面存档备份，存于） - JR東日本
17. ↑  各駅の乗車人員（2015年度） （页面存档备份，存于） - JR東日本
18. ↑  各駅の乗車人員（2016年度） （页面存档备份，存于） - JR東日本
19. ↑  各駅の乗車人員（2017年度） （页面存档备份，存于） - JR東日本
20. ↑  各駅の乗車人員（2018年度） （页面存档备份，存于） - JR東日本
21. ↑  各駅の乗車人員（2019年度） （页面存档备份，存于） - JR東日本

神奈川縣縣勢要覽
1. ↑  神奈川県県勢要覧（平成12年度） - 220ページ
2. 1 2  神奈川県県勢要覧（平成13年度）PDF - 222ページ
3. ↑  神奈川県県勢要覧（平成14年度）PDF - 220ページ
4. ↑  神奈川県県勢要覧（平成15年度）PDF - 220ページ
5. ↑  神奈川県県勢要覧（平成16年度）PDF - 220ページ
6. ↑  神奈川県県勢要覧（平成17年度）PDF - 222ページ
7. ↑  神奈川県県勢要覧（平成18年度）PDF - 222ページ
8. ↑  神奈川県県勢要覧（平成19年度）PDF - 224ページ
9. ↑  神奈川県県勢要覧（平成20年度）PDF - 228ページ
10. ↑  神奈川県県勢要覧（平成21年度）PDF - 238ページ
11. ↑  神奈川県県勢要覧（平成22年度）PDF - 236ページ
12. ↑  神奈川県県勢要覧（平成23年度）PDF - 236ページ
13. ↑  神奈川県県勢要覧（平成24年度）PDF - 232ページ
14. ↑  神奈川県県勢要覧（平成25年度）PDF - 234ページ
15. ↑  神奈川県県勢要覧（平成26年度）PDF - 236ページ
16. ↑  神奈川県県勢要覧（平成27年度）PDF - 236ページ
17. ↑  神奈川県県勢要覧（平成28年度）PDF - 244ページ
18. ↑  神奈川県県勢要覧（平成29年度）PDF - 236ページ
19. ↑  神奈川県県勢要覧（平成30年度）PDF - 220ページ

## 外部連結
- 車站資訊（東戶塚）：東日本旅客鐵道

35°25′48″N 139°33′24″E / 35.43000°N 139.55667°E